# Copa Libertadores 1982
La Copa Libertadores 1982 fue la vigésima tercera edición del torneo de clubes más importante de América del Sur, organizado por la Confederación Sudamericana de Fútbol, en la que participaron equipos de diez países sudamericanos: Argentina, Bolivia, Brasil, Chile, Colombia, Ecuador, Paraguay, Perú, Uruguay y Venezuela.
El campeón fue Peñarol de Uruguay, que volvió a consagrarse en la copa después de 16 años de su último logro, siendo éste su cuarto título en la competición. Por esta razón, disputó la Copa Intercontinental 1982 ante Aston Villa de Inglaterra, y se clasificó también a la segunda fase de la Copa Libertadores 1983.

## Formato
La competición se disputó bajo el mismo formato que se utilizó ininterrumpidamente desde la edición de 1974. El campeón vigente accedió de manera directa a la segunda fase, mientras que los 20 equipos restantes disputaron la primera. En ella, los clubes fueron divididos en cinco grupos de 4 equipos cada uno de acuerdo a sus países de origen, de manera que los dos representantes de una misma asociación nacional debían caer en la misma zona. El ganador de cada uno de los cinco grupos clasificó a la segunda fase, uniéndose al campeón vigente, estableciéndose dos zonas de 3 equipos. El primer posicionado en cada una de ellas accedió a la final, que se llevó a cabo en encuentros de ida y vuelta, disputándose un partido de desempate en caso de ser necesario.
|                           |                           | Equipos que entran en esta fase                                                                          | Equipos que provienen de la fase anterior |
| ------------------------- | ------------------------- | --- | ----------------------------------------- |
| Primera fase (20 equipos) | Primera fase (20 equipos) | - 2 equipos de Argentina, Bolivia, Brasil, Chile, Colombia, Ecuador, Paraguay, Perú, Uruguay y Venezuela |                                           |
| Segunda fase (6 equipos)  | Segunda fase (6 equipos)  | - 1 equipo, campeón de la Copa Libertadores 1981                                                         | - 5 equipos primeros de la Primera fase   |
| Final (2 equipos)         | Final (2 equipos)         | | - 2 equipos primeros de la Segunda fase   |

## Equipos participantes
En cursiva los equipos debutantes en el torneo.
| País                             | Equipo                                  | Vía de clasificación |
| -------------------------------- | --------------------------------------- | --- |
| Argentina 2 cupos                | Boca Juniors River Plate                | Campeón del Campeonato de Primera División 1981 Campeón del Campeonato Nacional 1981                                        |
| Bolivia 2 cupos                  | Jorge Wilstermann The Strongest         | Campeón del Campeonato de Primera División 1981 Subcampeón del Campeonato de Primera División 1981                          |
| Brasil 2 cupos + campeón vigente | Flamengo Grêmio São Paulo               | Campeón de la Copa Libertadores 1981 Campeón del Campeonato Brasileño de 1981 Subcampeón del Campeonato Brasileño de 1981   |
| Chile 2 cupos                    | Colo-Colo Cobreloa                      | Campeón del Campeonato de Primera División 1981 Ganador de la Liguilla Pre-Libertadores 1981                                |
| Colombia 2 cupos                 | Atlético Nacional Deportes Tolima       | Campeón del Campeonato Colombiano 1981 Subcampeón del Campeonato Colombiano 1981                                            |
| Ecuador 2 cupos                  | Barcelona Liga de Quito                 | Campeón del Campeonato Ecuatoriano de 1981 Subcampeón del Campeonato Ecuatoriano de 1981                                    |
| Paraguay 2 cupos                 | Olimpia Sol de América                  | Campeón del Campeonato Paraguayo de 1981 Subcampeón del Campeonato Paraguayo de 1981                                        |
| Perú 2 cupos                     | Melgar Deportivo Municipal              | Campeón del Campeonato Descentralizado 1981 Subcampeón del Campeonato Descentralizado 1981                                  |
| Uruguay 2 cupos                  | Defensor Sporting Peñarol               | 1.º puesto de la Liguilla Pre-Libertadores de América de 1981 2.º puesto de la Liguilla Pre-Libertadores de América de 1981 |
| Venezuela 2 cupos                | Deportivo Táchira Estudiantes de Mérida | Campeón de la Primera División de Venezuela 1981 Subampeón de la Primera División Venezolana 1981                           |

### Distribución geográfica de los equipos
Distribución geográfica de las sedes de los equipos participantes:

## Primera fase

### Grupo 1
| Equipo            | Pts. | PJ | PG | PE | PP | GF | GC | DG |
| ----------------- | ---- | -- | -- | -- | -- | -- | -- | -- |
| River Plate       | 11   | 6  | 5  | 1  | 0  | 9  | 2  | 7  |
| The Strongest     | 5    | 6  | 2  | 1  | 3  | 6  | 7  | –1 |
| Boca Juniors      | 4    | 6  | 1  | 2  | 3  | 3  | 5  | –2 |
| Jorge Wilstermann | 4    | 6  | 1  | 2  | 3  | 5  | 9  | –4 |

| \| Fecha \| Lugar \| Local \| Resultado \| Visitante \| \| ---------------- \| ------------ \| ----------------- \| --------- \| ----------------- \| \| 27 de julio \| La Paz \| The Strongest \| 1:0[n. 1] \| River Plate \| \| 30 de julio \| Cochabamba \| Jorge Wilstermann \| 1:0 \| Boca Juniors \| \| 5 de agosto \| Buenos Aires \| Boca Juniors \| 0:0 \| River Plate \| \| 11 de agosto \| La Paz \| The Strongest \| 1:0 \| Boca Juniors \| \| 15 de agosto \| Cochabamba \| Jorge Wilstermann \| 1:2 \| The Strongest \| \| 20 de agosto \| Cochabamba \| Jorge Wilstermann \| 0:1 \| River Plate \| \| 31 de agosto \| Buenos Aires \| Boca Juniors \| 1:0 \| The Strongest \| \| 3 de septiembre \| Buenos Aires \| River Plate \| 4:1 \| The Strongest \| \| 14 de septiembre \| Buenos Aires \| River Plate \| 3:0 \| Jorge Wilstermann \| \| 17 de septiembre \| Buenos Aires \| Boca Juniors \| 2:2 \| Jorge Wilstermann \| \| 30 de septiembre \| La Paz \| The Strongest \| 1:1 \| Jorge Wilstermann \| \| 30 de septiembre \| Buenos Aires \| River Plate \| 1:0 \| Boca Juniors \| |              |                   |           |                   |
| Fecha | Lugar        | Local             | Resultado | Visitante         |
| 27 de julio | La Paz       | The Strongest     | 1:0       | River Plate       |
| 30 de julio | Cochabamba   | Jorge Wilstermann | 1:0       | Boca Juniors      |
| 5 de agosto | Buenos Aires | Boca Juniors      | 0:0       | River Plate       |
| 11 de agosto | La Paz       | The Strongest     | 1:0       | Boca Juniors      |
| 15 de agosto | Cochabamba   | Jorge Wilstermann | 1:2       | The Strongest     |
| 20 de agosto | Cochabamba   | Jorge Wilstermann | 0:1       | River Plate       |
| 31 de agosto | Buenos Aires | Boca Juniors      | 1:0       | The Strongest     |
| 3 de septiembre | Buenos Aires | River Plate       | 4:1       | The Strongest     |
| 14 de septiembre | Buenos Aires | River Plate       | 3:0       | Jorge Wilstermann |
| 17 de septiembre | Buenos Aires | Boca Juniors      | 2:2       | Jorge Wilstermann |
| 30 de septiembre | La Paz       | The Strongest     | 1:1       | Jorge Wilstermann |
| 30 de septiembre | Buenos Aires | River Plate       | 1:0       | Boca Juniors      |

### Grupo 2
| Equipo            | Pts. | PJ | PG | PE | PP | GF | GC | DG |
| ----------------- | ---- | -- | -- | -- | -- | -- | -- | -- |
| Peñarol           | 9    | 6  | 4  | 1  | 1  | 7  | 3  | 4  |
| São Paulo         | 6    | 6  | 2  | 2  | 2  | 7  | 6  | 1  |
| Grêmio            | 5    | 6  | 1  | 3  | 2  | 6  | 6  | 0  |
| Defensor Sporting | 4    | 6  | 1  | 2  | 3  | 4  | 9  | –5 |

| \| Fecha \| Lugar \| Local \| Resultado \| Visitante \| \| ---------------- \| ------------ \| ----------------- \| --------- \| ----------------- \| \| 5 de agosto \| Montevideo \| Peñarol \| 3:0 \| Defensor Sporting \| \| 13 de agosto \| São Paulo \| São Paulo \| 2:2 \| Grêmio \| \| 17 de agosto \| Montevideo \| Defensor Sporting \| 1:3 \| São Paulo \| \| 20 de agosto \| Montevideo \| Peñarol \| 1:0 \| São Paulo \| \| 24 de agosto \| Montevideo \| Defensor Sporting \| 0:0 \| Grêmio \| \| 27 de agosto \| Montevideo \| Peñarol \| 1:0 \| Grêmio \| \| 3 de septiembre \| Porto Alegre \| Grêmio \| 0:0 \| São Paulo \| \| 9 de septiembre \| Montevideo \| Defensor Sporting \| 0:0 \| Peñarol \| \| 14 de septiembre \| São Paulo \| São Paulo \| 0:1 \| Peñarol \| \| 17 de septiembre \| Porto Alegre \| Grêmio \| 3:1 \| Peñarol \| \| 21 de septiembre \| São Paulo \| São Paulo \| 2:1 \| Defensor Sporting \| \| 24 de septiembre \| Porto Alegre \| Grêmio \| 1:2 \| Defensor Sporting \| |              |                   |           |                   |
| Fecha | Lugar        | Local             | Resultado | Visitante         |
| 5 de agosto | Montevideo   | Peñarol           | 3:0       | Defensor Sporting |
| 13 de agosto | São Paulo    | São Paulo         | 2:2       | Grêmio            |
| 17 de agosto | Montevideo   | Defensor Sporting | 1:3       | São Paulo         |
| 20 de agosto | Montevideo   | Peñarol           | 1:0       | São Paulo         |
| 24 de agosto | Montevideo   | Defensor Sporting | 0:0       | Grêmio            |
| 27 de agosto | Montevideo   | Peñarol           | 1:0       | Grêmio            |
| 3 de septiembre | Porto Alegre | Grêmio            | 0:0       | São Paulo         |
| 9 de septiembre | Montevideo   | Defensor Sporting | 0:0       | Peñarol           |
| 14 de septiembre | São Paulo    | São Paulo         | 0:1       | Peñarol           |
| 17 de septiembre | Porto Alegre | Grêmio            | 3:1       | Peñarol           |
| 21 de septiembre | São Paulo    | São Paulo         | 2:1       | Defensor Sporting |
| 24 de septiembre | Porto Alegre | Grêmio            | 1:2       | Defensor Sporting |

### Grupo 3
| Equipo                | Pts. | PJ | PG | PE | PP | GF | GC | DG |
| --------------------- | ---- | -- | -- | -- | -- | -- | -- | -- |
| Deportes Tolima       | 9    | 6  | 3  | 3  | 0  | 9  | 3  | 6  |
| Atlético Nacional     | 8    | 6  | 3  | 2  | 1  | 6  | 4  | 2  |
| Estudiantes de Mérida | 4    | 6  | 1  | 2  | 3  | 3  | 7  | –4 |
| Deportivo Táchira     | 3    | 6  | 0  | 3  | 3  | 2  | 6  | –4 |

| \| Fecha \| Lugar \| Local \| Resultado \| Visitante \| \| ----------- \| ------------- \| --------------------- \| --------- \| --------------------- \| \| 24 de marzo \| San Cristóbal \| Deportivo Táchira \| 0:0 \| Estudiantes de Mérida \| \| 24 de marzo \| Medellín \| Atlético Nacional \| 0:3 \| Deportes Tolima \| \| 28 de marzo \| Mérida \| Estudiantes de Mérida \| 1:3 \| Atlético Nacional \| \| 28 de marzo \| San Cristóbal \| Deportivo Táchira \| 0:2 \| Deportes Tolima \| \| 31 de marzo \| Mérida \| Estudiantes de Mérida \| 1:1 \| Deportes Tolima \| \| 31 de marzo \| San Cristóbal \| Deportivo Táchira \| 0:0 \| Atlético Nacional \| \| 14 de abril \| Mérida \| Estudiantes de Mérida \| 1:0 \| Deportivo Táchira \| \| 14 de abril \| Bogotá \| Deportes Tolima \| 0:0 \| Atlético Nacional \| \| 18 de abril \| Medellín \| Atlético Nacional \| 2:0 \| Estudiantes de Mérida \| \| 18 de abril \| Bogotá \| Deportes Tolima \| 2:2 \| Deportivo Táchira \| \| 21 de abril \| Medellín \| Atlético Nacional \| 1:0 \| Deportivo Táchira \| \| 21 de abril \| Bogotá \| Deportes Tolima \| 1:0 \| Estudiantes de Mérida \| |               |                       |           |                       |
| Fecha | Lugar         | Local                 | Resultado | Visitante             |
| 24 de marzo | San Cristóbal | Deportivo Táchira     | 0:0       | Estudiantes de Mérida |
| 24 de marzo | Medellín      | Atlético Nacional     | 0:3       | Deportes Tolima       |
| 28 de marzo | Mérida        | Estudiantes de Mérida | 1:3       | Atlético Nacional     |
| 28 de marzo | San Cristóbal | Deportivo Táchira     | 0:2       | Deportes Tolima       |
| 31 de marzo | Mérida        | Estudiantes de Mérida | 1:1       | Deportes Tolima       |
| 31 de marzo | San Cristóbal | Deportivo Táchira     | 0:0       | Atlético Nacional     |
| 14 de abril | Mérida        | Estudiantes de Mérida | 1:0       | Deportivo Táchira     |
| 14 de abril | Bogotá        | Deportes Tolima       | 0:0       | Atlético Nacional     |
| 18 de abril | Medellín      | Atlético Nacional     | 2:0       | Estudiantes de Mérida |
| 18 de abril | Bogotá        | Deportes Tolima       | 2:2       | Deportivo Táchira     |
| 21 de abril | Medellín      | Atlético Nacional     | 1:0       | Deportivo Táchira     |
| 21 de abril | Bogotá        | Deportes Tolima       | 1:0       | Estudiantes de Mérida |

### Grupo 4
| Equipo        | Pts. | PJ | PG | PE | PP | GF | GC | DG |
| ------------- | ---- | -- | -- | -- | -- | -- | -- | -- |
| Cobreloa      | 9    | 6  | 3  | 3  | 0  | 9  | 2  | 7  |
| Colo-Colo     | 8    | 6  | 3  | 2  | 1  | 8  | 5  | 3  |
| Liga de Quito | 4    | 6  | 1  | 2  | 3  | 8  | 12 | –4 |
| Barcelona     | 3    | 6  | 1  | 1  | 4  | 8  | 14 | –6 |

| \| Fecha \| Lugar \| Local \| Resultado \| Visitante \| \| ---------------- \| --------- \| ------------- \| --------- \| ------------- \| \| 7 de marzo \| Guayaquil \| Barcelona \| 4:1 \| Liga de Quito \| \| 14 de marzo \| Quito \| Liga de Quito \| 4:2 \| Barcelona \| \| 4 de agosto \| Santiago \| Colo-Colo \| 0:0 \| Cobreloa \| \| 18 de agosto \| Quito \| Liga de Quito \| 2:2 \| Colo-Colo \| \| 18 de agosto \| Guayaquil \| Barcelona \| 1:1 \| Cobreloa \| \| 22 de agosto \| Quito \| Liga de Quito \| 0:0 \| Cobreloa \| \| 22 de agosto \| Guayaquil \| Barcelona \| 1:3 \| Colo-Colo \| \| 7 de septiembre \| Calama \| Cobreloa \| 3:0 \| Barcelona \| \| 7 de septiembre \| Santiago \| Colo-Colo \| 1:0 \| Liga de Quito \| \| 10 de septiembre \| Calama \| Cobreloa \| 3:1 \| Liga de Quito \| \| 10 de septiembre \| Santiago \| Colo-Colo \| 2:0 \| Barcelona \| \| 22 de septiembre \| Calama \| Cobreloa \| 2:0 \| Colo-Colo \| |           |               |           |               |
| Fecha | Lugar     | Local         | Resultado | Visitante     |
| 7 de marzo | Guayaquil | Barcelona     | 4:1       | Liga de Quito |
| 14 de marzo | Quito     | Liga de Quito | 4:2       | Barcelona     |
| 4 de agosto | Santiago  | Colo-Colo     | 0:0       | Cobreloa      |
| 18 de agosto | Quito     | Liga de Quito | 2:2       | Colo-Colo     |
| 18 de agosto | Guayaquil | Barcelona     | 1:1       | Cobreloa      |
| 22 de agosto | Quito     | Liga de Quito | 0:0       | Cobreloa      |
| 22 de agosto | Guayaquil | Barcelona     | 1:3       | Colo-Colo     |
| 7 de septiembre | Calama    | Cobreloa      | 3:0       | Barcelona     |
| 7 de septiembre | Santiago  | Colo-Colo     | 1:0       | Liga de Quito |
| 10 de septiembre | Calama    | Cobreloa      | 3:1       | Liga de Quito |
| 10 de septiembre | Santiago  | Colo-Colo     | 2:0       | Barcelona     |
| 22 de septiembre | Calama    | Cobreloa      | 2:0       | Colo-Colo     |

### Grupo 5
| Equipo              | Pts. | PJ | PG | PE | PP | GF | GC | DG |
| ------------------- | ---- | -- | -- | -- | -- | -- | -- | -- |
| Olimpia             | 10   | 6  | 4  | 2  | 0  | 12 | 3  | 9  |
| Melgar              | 8    | 6  | 4  | 0  | 2  | 9  | 10 | –1 |
| Sol de América      | 6    | 6  | 2  | 2  | 2  | 9  | 8  | 1  |
| Deportivo Municipal | 0    | 6  | 0  | 0  | 6  | 3  | 12 | –9 |

| \| Fecha \| Lugar \| Local \| Resultado \| Visitante \| \| ----------- \| -------- \| ------------------- \| --------- \| ------------------- \| \| 13 de marzo \| Arequipa \| Melgar \| 2:1 \| Deportivo Municipal \| \| 14 de marzo \| Asunción \| Olimpia \| 1:1 \| Sol de América \| \| 20 de marzo \| Lima \| Deportivo Municipal \| 1:2 \| Olimpia \| \| 24 de marzo \| Arequipa \| Melgar \| 0:3 \| Olimpia \| \| 27 de marzo \| Lima \| Deportivo Municipal \| 0:3 \| Sol de América \| \| 31 de marzo \| Arequipa \| Melgar \| 3:2 \| Sol de América \| \| 3 de abril \| Lima \| Deportivo Municipal \| 0:2 \| Melgar \| \| 4 de abril \| Asunción \| Sol de América \| 1:1 \| Olimpia \| \| 14 de abril \| Asunción \| Sol de América \| 2:1 \| Deportivo Municipal \| \| 18 de abril \| Asunción \| Olimpia \| 1:0 \| Deportivo Municipal \| \| 21 de abril \| Asunción \| Sol de América \| 0:2 \| Melgar \| \| 25 de abril \| Asunción \| Olimpia \| 4:0 \| Melgar \| |          |                     |           |                     |
| Fecha | Lugar    | Local               | Resultado | Visitante           |
| 13 de marzo | Arequipa | Melgar              | 2:1       | Deportivo Municipal |
| 14 de marzo | Asunción | Olimpia             | 1:1       | Sol de América      |
| 20 de marzo | Lima     | Deportivo Municipal | 1:2       | Olimpia             |
| 24 de marzo | Arequipa | Melgar              | 0:3       | Olimpia             |
| 27 de marzo | Lima     | Deportivo Municipal | 0:3       | Sol de América      |
| 31 de marzo | Arequipa | Melgar              | 3:2       | Sol de América      |
| 3 de abril | Lima     | Deportivo Municipal | 0:2       | Melgar              |
| 4 de abril | Asunción | Sol de América      | 1:1       | Olimpia             |
| 14 de abril | Asunción | Sol de América      | 2:1       | Deportivo Municipal |
| 18 de abril | Asunción | Olimpia             | 1:0       | Deportivo Municipal |
| 21 de abril | Asunción | Sol de América      | 0:2       | Melgar              |
| 25 de abril | Asunción | Olimpia             | 4:0       | Melgar              |

## Segunda fase

### Grupo A
| Equipo      | Pts. | PJ | PG | PE | PP | GF | GC | DG |
| ----------- | ---- | -- | -- | -- | -- | -- | -- | -- |
| Peñarol     | 8    | 4  | 4  | 0  | 0  | 8  | 3  | 5  |
| Flamengo    | 4    | 4  | 2  | 0  | 2  | 7  | 4  | 3  |
| River Plate | 0    | 4  | 0  | 0  | 4  | 5  | 13 | –8 |

| \| Fecha \| Lugar \| Local \| Resultado \| Visitante \| \| --------------- \| -------------- \| ----------- \| --------- \| ----------- \| \| 19 de octubre \| Montevideo \| Peñarol \| 1:0 \| Flamengo \| \| 22 de octubre \| Buenos Aires \| River Plate \| 0:3 \| Flamengo \| \| 28 de octubre \| Buenos Aires \| River Plate \| 2:4 \| Peñarol \| \| 2 de noviembre \| Río de Janeiro \| Flamengo \| 4:2 \| River Plate \| \| 12 de noviembre \| Montevideo \| Peñarol \| 2:1 \| River Plate \| \| 16 de noviembre \| Río de Janeiro \| Flamengo \| 0:1 \| Peñarol \| |                |             |           |             |
| Fecha | Lugar          | Local       | Resultado | Visitante   |
| 19 de octubre | Montevideo     | Peñarol     | 1:0       | Flamengo    |
| 22 de octubre | Buenos Aires   | River Plate | 0:3       | Flamengo    |
| 28 de octubre | Buenos Aires   | River Plate | 2:4       | Peñarol     |
| 2 de noviembre | Río de Janeiro | Flamengo    | 4:2       | River Plate |
| 12 de noviembre | Montevideo     | Peñarol     | 2:1       | River Plate |
| 16 de noviembre | Río de Janeiro | Flamengo    | 0:1       | Peñarol     |

### Grupo B
| Equipo          | Pts. | PJ | PG | PE | PP | GF | GC | DG |
| --------------- | ---- | -- | -- | -- | -- | -- | -- | -- |
| Cobreloa        | 5    | 4  | 2  | 1  | 1  | 5  | 2  | 3  |
| Olimpia         | 4    | 4  | 1  | 2  | 1  | 4  | 3  | 1  |
| Deportes Tolima | 3    | 4  | 1  | 1  | 2  | 2  | 6  | –4 |

| \| Fecha \| Lugar \| Local \| Resultado \| Visitante \| \| --------------- \| -------- \| --------------- \| --------- \| --------------- \| \| 17 de octubre \| Bogotá \| Deportes Tolima \| 1:0 \| Cobreloa \| \| 21 de octubre \| Bogotá \| Deportes Tolima \| 1:1 \| Olimpia \| \| 26 de octubre \| Santiago \| Cobreloa \| 3:0 \| Deportes Tolima \| \| 29 de octubre \| Asunción \| Olimpia \| 2:0 \| Deportes Tolima \| \| 5 de noviembre \| Asunción \| Olimpia \| 1:1 \| Cobreloa \| \| 10 de noviembre \| Santiago \| Cobreloa \| 1:0 \| Olimpia \| |          |                 |           |                 |
| Fecha | Lugar    | Local           | Resultado | Visitante       |
| 17 de octubre | Bogotá   | Deportes Tolima | 1:0       | Cobreloa        |
| 21 de octubre | Bogotá   | Deportes Tolima | 1:1       | Olimpia         |
| 26 de octubre | Santiago | Cobreloa        | 3:0       | Deportes Tolima |
| 29 de octubre | Asunción | Olimpia         | 2:0       | Deportes Tolima |
| 5 de noviembre | Asunción | Olimpia         | 1:1       | Cobreloa        |
| 10 de noviembre | Santiago | Cobreloa        | 1:0       | Olimpia         |

## Final
| Ida; 26 de noviembre de 1982 | Peñarol | 0:0 | Cobreloa | Estadio Centenario, Montevideo                                   |  |
|                              |         |     |          | Asistencia: 55 248 espectadores Árbitro(s): José de Assis Aragão |  |

| Vuelta; 30 de noviembre de 1982 | Cobreloa | 0:1 (0:0) | Peñarol    | Estadio Nacional, Santiago                                       |                                                                  |
|                                 |          |           | Morena 89' | Asistencia: 70 400 espectadores Árbitro(s): Jorge Eduardo Romero | Asistencia: 70 400 espectadores Árbitro(s): Jorge Eduardo Romero |

|                            |
| Bandera de Uruguay         |
| Campeón Peñarol 4.º título |

## Estadísticas

### Goleadores
| Jugador              | Club            | Goles |
| -------------------- | --------------- | ----- |
| Fernando Morena      | Peñarol         | 7     |
| Hugo Talavera        | Olimpia         | 6     |
| Juan Carlos Letelier | Cobreloa        | 5     |
| Ernesto Neyra        | Melgar          | 5     |
| Ernesto Vargas       | Peñarol         | 5     |
| Alcides              | Barcelona       | 4     |
| Enzo Daniel Bulleri  | River Plate     | 4     |
| Serginho Chulapa     | São Paulo       | 4     |
| Víctor Hugo del Río  | Deportes Tolima | 4     |
| Julián Giménez       | Sol de América  | 4     |
| Víctor Merello       | Cobreloa        | 4     |
| Osvaldo Pangrazio    | Olimpia         | 4     |
| Paulo César          | Barcelona       | 4     |